# 武罕
武罕，又稱為武拉翰，是台灣宜蘭縣冬山鄉的一個傳統地域名稱，位於該鄉東北部。相較於今日行政區，其範圍大致包括群英村東部、武淵村西部。

## 歷史
台灣清治末期，武罕地區為一街庄，稱為「武罕庄」，隸屬於羅東堡。該庄北與十六份庄、月眉庄為鄰，東北與武淵庄為鄰，東與三堵庄為鄰，南邊為珍珠里簡庄，西邊為打那美庄，西北邊為九份庄。
1901年（日治明治三十四年）11月，廢縣廳改設二十廳，該庄隸屬於宜蘭廳，編入第十二區。1905年（明治三十八年）7月，第十二區改名「羅東區」。1909年（明治四十二年）10月，合併二十廳為十二廳，該庄仍隸屬於宜蘭廳。1920年（大正九年），廢十二廳改設五州二廳，該庄改制為「武罕」大字，隸屬於臺北州羅東郡冬山庄。
戰後冬山庄改制為冬山鄉，隸屬於臺北縣，大字改制為村。1950年10月，北、基、宜分治，冬山鄉改隸屬於宜蘭縣。

## 聚落
本地區發展較早的聚落為武罕，在日治期初期的官方地圖上已有記載。

## 交通
台鐵宜蘭線是台灣東北部鐵路幹線，大致以北北西—南南東走向經過武罕地區西部邊界地帶。境內未設站，北側最近的是羅東車站，屬二等站，停靠大部分的普悠瑪號、太魯閣號、自強號、復興號，及全部的莒光號、區間快車與區間車；南側最近的是冬山車站，亦屬二等站，但僅停靠部分莒光號、復興號、區間快車，以及全部的區間車。由此等可前往台鐵沿線各站。
省道台9線（冬山路三段）又稱「東部幹線」，是台北經東台灣至屏東楓港的幹道，在本地區路段大致與鐵路平行而位於其西側，僅經過本地區西南部邊界處。由該道路向北北西可前往羅東、五結西北部、宜蘭、礁溪、頭城西南部、坪林等地，向南南東可前往冬山市區、蘇澳、南澳、秀林、新城、花蓮等地。
鄉道宜25線（富農路二段～一段）是二結至冬山的道路，大致以北偏東—南偏西走向轉北北西—南南東走向再轉偏東—南偏西走向蜿蜒經過本地區東部邊界地帶。由該道路向北偏東可前往武淵、月眉東部、打那岸東南部、鐤撖社西部、大埔西部、頂五結東部的五結市區、下五結與下三結交界地帶、頂三結、二結中部偏西南並止於省道台9線路口，向南偏西可前往珍珠里簡、冬山市區東北郊並止於鄉道宜30線路口。
鄉道宜28線（珍珠一路）是廣興至珍珠的道路，其東側端點位於本地區東南部鄉道宜25線路口。由此向西北偏先出境經過珍珠里簡地區北部再入境，至富英路路口轉西偏南過鐵路至省道台9線路口，轉北北西與其共線一小段路至永興路路口轉西北西出境，可前往打那美、順安、鹿埔東北部、廣興東南部並止於羅東高工西側省道台7丙線路口。
鄉道宜30-1線（富英路、幸福一路）是鹿埔經羅東鎮至冬山河森林公園的道路，在本地區路段大致與鐵路平行而位於其東側。由該道路向北北西可前往九份、十六份、羅東市中心西南側、阿里史、鹿埔並止於鄉道宜28線路口，向南南東可前往珍珠里簡地區西南部大員排水北側不遠處。